# Дискографија Гвен Стефани
Америчка певачица Гвен Стефани издала је четири студијска албума, један ЕП, двадесет и четири сингла, шест промитивних синглова, један видео албум и деветнаест музичких спотова. Продала је више од девет милиона албума као соло извођач. Стефани је такође 1986. године основала бенд No Doubt, са којим је издала неколико албума.
Певачица је соло каријеру започека почетком 2003. године. Њен деби албум Love. Angel. Music. Baby. објављен је 12. новембра 2004. године за дигитално преузимање, на цд и винил формату. Албум је био 7. на америчкој листи Билборд 200 и добио платинумске сертификате у Сједињеним Државама, Великој Британији, Аустралији и Канади. Први албумски сингл What You Waiting For? нашао се међу десет најбољих песама у великом броју земаља. Други сингл био је Rich Girl, а снимљен је у сарадњи са америчком реперком Еве. Rich Girl нашао се међу десет најбољих песама у Великој Британији и Сједињеним Државама. Трећи сингл Hollaback Girl био је на првом месту листе у Сједињеним Државама и други на листи у Аустралији, али ипак мање успешан него претходни. Четврти албумски сингл Cool није доживео већи комерцијални успех. Као пети сингл са албума објављена је песма Luxurious, која такође није доживела већи успех. Шести и последњи сингл са албума Love. Angel. Music. Baby. објављен је почетком 2006. године, а нашао се на листи само у Сједињеним Државама. Албум је укупно продат у 7. милиона примерака, до 2017. године. 
Други студијски албум под називом The Sweet Escape објављен је 1. децембра 2006. године за дигитално преузимање и на цд формату. На албуму се нашло пет синглова који су објављени у периоду од октобра 2006. до октобра 2007. године. Музика на албуму садржи песме које су жанра сличне онима на претходном албуму. Први албумски сингл Wind It Up нашао се у двадесет најбољих песама у више земаља, док је други сингл The Sweet Escape, снимљен у сарадњи са репером Ејконом. Sweet Escape био је други на листи у Сједињеним Државама и Великој Британији. Трећи албумски сингл 4 in the Morning нашао се међу 30 најбољих поп песама Сједињеним Државама, али није успео да се пласира на графикон Билборд хот 100, иако је успео да се пласира међу десет најбољих у Аустралији и на Новом Зеланду. Now That You Got It, сингл снимљен у сарадњи са Дејмијаном Марлијем није доживео већи комерцијални успех, а једино се пласирао међу двадесет најбољих песама у Норвешкој. Пети и последњи албумски сингл Early Winter објављен је само у Европи и забележио је умерени успех. Истог дана када је Стефани издала албум The Sweet Escape, такође је објавила видео албум Harajuku Lovers Live, снимак концерта изведеног у новембру 2005. године у Калифорнији у оквиру турнеје.
Крајем 2014. године, Стефани је објавила песме Baby Don't Lie 20. октобра 2014. и Spark the Fire 1. децембра 2014. године. Песма Baby Don't Lie забележила је умерени успех на листама, док се Spark the Fire нашла само на графикону Dance Club Songs. Након тога, Стефани је гостовала Еминемовој песми Kings Never Die, која је снимљен за потребе филма Леворуки, 2015. године.
Као најаву за трећи студијски албум This Is What the Truth Feels Like, Стефани је објавила синглове This Is What the Truth Feels Like и Used to Love You, 20. октобра 2015. године. На албуму су се нашли и синглови Make Me Like You и Misery. Албум This Is What the Truth Feels Like објављен је 18. марта 2016. године на цд и винил формату, а продат је у 76.000 примерака до 2017. године у Сједињеним Државама.
Стефани је у сарадњи са Блејком Шејтоном 9. маја 2016. године објавила дует Go Ahead and Break My Heart, који се нашао на 70. месту листе у Сједињеним Државама.
Четврти студијски албум певачице под називом You Make It Feel Like Christmas објављен је 6. октобра 2017. године на цд и винил формату. 

## Студијски албуми
| Назив                             | Детаљи | Позиција | Позиција | Позиција | Позиција | Позиција | Позиција | Позиција | Позиција | Позиција | Позиција | Број проданих примерака                            | Сертификат |
| Назив                             | Детаљи | САД      | АУС      | АУС 40   | КАН      | НЕМ      | НОР      | НЗ       | ШВЕ      | ШВА      | УК       | Број проданих примерака                            | Сертификат |
| --------------------------------- | --- | -------- | -------- | -------- | -------- | -------- | -------- | -------- | -------- | -------- | -------- | -------------------------------------------------- | --- |
| Love. Angel. Music. Baby.         | - Датум објављивања: 12. новембар 2004. - Издавачка кућа: Interscope Records - Формат: ЦД · винил · дигитално преузимање | 5        | 1        | 12       | 3        | 11       | 6        | 5        | 8        | 17       | 4        | - Свет: 7,000,000 - САД: 4,000,000 - УК: 1,068,242 | - Америчко удружење дискографских кућа: 3× Платина - Аустралијско удружење дискографских кућа: 5× Платина - BPI: 3× Платина - BVMI: Златно - IFPI АУС 40: Златно - IFPI НОР: Платина - IFPI ШВЕ: Златно - IFPI ШВА: Златно - MC: 5× Платина - RMNZ: 2× РПлатина |
| The Sweet Escape                  | - Датум објављивања: 1. децембар 2006. - Издавачка кућа: Interscope - Формат: ЦД · дигитално преузимање                  | 3        | 2        | 18       | 3        | 17       | 5        | 4        | 19       | 8        | 14       | - САД: 1,733,000 - УК: 365,143                     | - Америчко удружење дискографских кућа: Платина - Аустралијско удружење дискографских кућа: 2× Платина - BPI: Платина - BVMI: Златно - IFPI NOR: Златно - IFPI SWI: Платина - MC: 2× Платина - RMNZ: Платина                                                    |
| This Is What the Truth Feels Like | - Датум објављивања: 18. март 2016. - Издавачка кућа: Interscope - Формат: ЦД · винил · дигитално преузимање             | 1        | 6        | 38       | 3        | 40       | 40       | 15       | 46       | 10       | 14       | - САД: 76,000 - КАН: 4,400                         | |
| You Make It Feel Like Christmas   | - Датум објављивања: 6. октобат 2017. - Издавачка кућа: Interscope - Формат: ЦД · винил · дигитално преузимање           | 16       | —        | —        | 24       | —        | —        | —        | —        | —        | 55       | - САД: 9,000                                       | |

## Епови
| Назив                                   | Детаљи                                                                                               |
| --------------------------------------- | --- |
| Love. Angel. Music. Baby. (The Remixes) | - Датум објављивања: 22. новембат 2005. - Издавачка кућа: Interscope - Формат:· дигитално преузимање |

## Синглови

### Као главни извођач
| Назив                                                           | Година | Позиција | Позиција | Позиција | Позиција | Позиција | Позиција | Позиција | Позиција | Позиција | Позиција | Сертификат | Албум                             |
| Назив                                                           | Година | САД      | АУС      | АУС 40   | КАН      | ФРА      | НЕМ      | ХОЛ      | НЗ       | ШВА      | УК       | Сертификат | Албум                             |
| --------------------------------------------------------------- | ------ | -------- | -------- | -------- | -------- | -------- | -------- | -------- | -------- | -------- | -------- | --- | --------------------------------- |
| "What You Waiting For?"                                         | 2004   | 47       | 1        | 7        | 24       | 5        | 22       | 7        | 3        | 17       | 4        | - Америчко удружење дискографских кућа: Златно - Аустралијско удружење дискографских кућа: 2× Платина - BPI: Сребрно                            | Love. Angel. Music. Baby.         |
| "Rich Girl" (са Еве)                                            | 2004   | 7        | 2        | 10       | 12       | 4        | 14       | 3        | 3        | 6        | 4        | - Америчко удружење дискографских кућа: Златно - Аустралијско удружење дискографских кућа: Платина - BPI: Сребрно - RMNZ: Златно                | Love. Angel. Music. Baby.         |
| "Hollaback Girl"                                                | 2005   | 1        | 1        | 5        | 12       | 17       | 3        | 8        | 3        | 6        | 8        | - Америчко удружење дискографских кућа: Платина - Аустралијско удружење дискографских кућа: Платина - BPI: Златно - BVMI: Златно - RMNZ: Златно | Love. Angel. Music. Baby.         |
| "Cool"                                                          | 2005   | 13       | 10       | 15       | —        | 32       | 20       | 6        | 9        | 24       | 11       | | Love. Angel. Music. Baby.         |
| "Luxurious" (Slim Thug и Гвен Стефани)                          | 2005   | 21       | 25       | 66       | 10       | —        | 65       | 31       | 17       | 39       | 44       | | Love. Angel. Music. Baby.         |
| "Crash"                                                         | 2006   | 49       | —        | —        | —        | —        | —        | —        | —        | —        | —        | | Love. Angel. Music. Baby.         |
| "Wind It Up"                                                    | 2006   | 6        | 5        | 18       | —        | 12       | 21       | 4        | 1        | 14       | 3        | - Аустралијско удружење дискографских кућа: Златно - RMNZ: Златно                                                                               | The Sweet Escape                  |
| "The Sweet Escape" (у сарадњи са Ејконом)                       | 2006   | 2        | 2        | 6        | 2        | 4        | 6        | 5        | 1        | 10       | 2        | - Аустралијско удружење дискографских кућа: 2× Платина - BPI: Златно - BVMI: Златно - RMNZ: Златно                                              | The Sweet Escape                  |
| "4 in the Morning"                                              | 2007   | 54       | 9        | 18       | 17       | 21       | 18       | 14       | 5        | 18       | 22       | - Аустралијско удружење дискографских кућа: Платина                                                                                             | The Sweet Escape                  |
| "Now That You Got It" (Дејмијан Марли и Гвен Стефани)           | 2007   | —        | 37       | 60       | —        | —        | 73       | —        | 21       | —        | 59       | | The Sweet Escape                  |
| "Early Winter"                                                  | 2008   | —        | —        | 22       | —        | —        | 6        | —        | —        | 12       | —        | | The Sweet Escape                  |
| "Baby Don't Lie"                                                | 2014   | 46       | 53       | —        | 21       | 58       | 26       | 22       | 36       | —        | —        | | Није ни на једном албуму          |
| "Spark the Fire"                                                | 2014   | —        | —        | —        | —        | —        | —        | —        | —        | —        | —        | | Није ни на једном албуму          |
| "Used to Love You"                                              | 2015   | 52       | 58       | —        | 57       | —        | —        | —        | —        | —        | 157      | - Америчко удружење дискографских кућа: Златно                                                                                                  | This Is What the Truth Feels Like |
| "Make Me Like You"                                              | 2016   | 54       | 97       | —        | 62       | 81       | —        | —        | —        | —        | 140      | | This Is What the Truth Feels Like |
| "Misery"                                                        | 2016   | —        | 74       | —        | —        | 127      | —        | —        | —        | —        | 171      | | This Is What the Truth Feels Like |
| "You Make It Feel Like Christmas" (Блејк Шелтон и Гвен Стефани) | 2017   | —        | —        | —        | —        | —        | 55       | —        | —        | 80       | 98       | | You Make It Feel Like Christmas   |

### Као гостујући музичар
| Назив                                                        | Година | Позиција | Позиција | Позиција | Позиција | Позиција | Позиција | Позиција | Позиција | Позиција | Позиција | Сертификат | Албум                             |
| Назив                                                        | Година | САД      | АУС      | АУС 40   | КАН      | НЕМ      | ХОЛ      | НОР      | НЗ       | ШВА      | УК       | Сертификат | Албум                             |
| ------------------------------------------------------------ | ------ | -------- | -------- | -------- | -------- | -------- | -------- | -------- | -------- | -------- | -------- | --- | --------------------------------- |
| "South Side" (Moby и Гвен Стефани)                           | 2000   | 14       | —        | —        | 3        | —        | —        | —        | —        | —        | —        | | Play                              |
| "Let Me Blow Ya Mind" (Moby и Еве)                           | 2001   | 2        | 4        | 6        | 29       | 5        | 2        | 1        | 7        | 1        | 4        | - Аустралијско удружење дискографских кућа: Платина - BPI: Сребрно - IFPI НОР: Платина - IFPI ШВЕ: Златно - IFPI SWI: Златно - RMNZ: Златно | Scorpion                          |
| "What's Going On" (Као део пројекта Уметници против ХИВ-а)   | 2001   | 27       | 38       | 51       | —        | 35       | 24       | —        | 18       | 16       | 6        | | What's Going On: All-Star Tribute |
| "Can I Have It Like That" (Pharrell Williams и Гвен Стефани) | 2005   | 49       | 22       | 47       | 29       | 37       | 25       | 15       | 18       | 28       | 3        | | In My Mind                        |
| "Glycerine" (live) (Bush и Гвен Стефани)                     | 2012   | —        | —        | —        | —        | —        | —        | —        | —        | —        | —        | | Није ни на једном албуму          |
| "Kings Never Die" (Еминем и Гвен Стефани)                    | 2015   | 80       | 62       | —        | 51       | —        | —        | —        | —        | —        | 82       | - Америчко удружење дискографских кућа: Златно                                                                                              | Southpaw                          |
| "Hands" (са разним извођачима)                               | 2016   | —        | —        | —        | —        | —        | —        | —        | —        | —        | —        | | Није ни на једном албуму          |

### Промотивни синглови
| Назив                                                       | Година | Позиција | Позиција | Позиција            | Позиција | Позиција | Албум                           |
| Назив                                                       | Година | САД      | САД Хот  | САД Holiday Digital | КАН      | КАН AC   | Албум                           |
| ----------------------------------------------------------- | ------ | -------- | -------- | ------------------- | -------- | -------- | ------------------------------- |
| "The Real Thing"                                            | 2005   | —        | —        | —                   | —        | —        | Love. Angel. Music. Baby.       |
| "Yummy" (Pharrell и Гвен Стефани)                           | 2006   | —        | —        | —                   | —        | —        | The Sweet Escape                |
| "Shine" (Pharrell и Гвен Стефани)                           | 2015   | —        | —        | —                   | —        | —        | Није ни на једном албуму        |
| "Go Ahead and Break My Heart" (Блејк Шелтон и Гвен Стефани) | 2016   | 70       | 13       | —                   | —        | —        | If I'm Honest                   |
| "Santa Baby"                                                | 2017   | —        | —        | 7                   | —        | 38       | You Make It Feel Like Christmas |
| "Christmas Eve"                                             | 2017   | —        | —        | 20                  | —        | —        | You Make It Feel Like Christmas |

## Остале песме
| Назив                                           | Година | Позиција | Позиција  | Позиција            | Позиција | Позиција | Албум                           |
| Назив                                           | Година | САД Bub. | САД Elec. | САД Holiday Digital | КАН      | КАН AC   | Албум                           |
| ----------------------------------------------- | ------ | -------- | --------- | ------------------- | -------- | -------- | ------------------------------- |
| "Together" (Калвин Харис и Гвен Стефани)        | 2014   | —        | 25        | —                   | —        | —        | Motion                          |
| "My Heart Is Open" (Maroon 5 и Гвен Стефани)    | 2015   | 7        | —         | —                   | 94       | —        | V                               |
| "Jingle Bells"                                  | 2017   | —        | —         | 9                   | —        | 5        | You Make It Feel Like Christmas |
| "Let It Snow"                                   | 2017   | —        | —         | 22                  | —        | —        | You Make It Feel Like Christmas |
| "My Gift Is You"                                | 2017   | —        | —         | 6                   | —        | —        | You Make It Feel Like Christmas |
| "Silent Night"                                  | 2017   | —        | —         | 33                  | —        | —        | You Make It Feel Like Christmas |
| "When I Was a Little Girl"                      | 2017   | —        | —         | 25                  | —        | —        | You Make It Feel Like Christmas |
| "Last Christmas"                                | 2017   | —        | —         | 8                   | —        | —        | You Make It Feel Like Christmas |
| "Under the Christmas Lights"                    | 2017   | —        | —         | 16                  | —        | —        | You Make It Feel Like Christmas |
| "White Christmas "                              | 2017   | —        | —         | 27                  | —        | 39       | You Make It Feel Like Christmas |
| "Never Kissed Anyone with Blue Eyes Before You" | 2017   | —        | —         | 46                  | —        | —        | You Make It Feel Like Christmas |
| "Santa Claus Is Coming to Town"                 | 2018   | —        | —         | 38                  | —        | —        | You Make It Feel Like Christmas |
| "Cheer for the Elves"                           | 2018   | —        | —         | 28                  | —        | —        | You Make It Feel Like Christmas |
| "Secret Santa"                                  | 2018   | —        | —         | 17                  | —        | —        | You Make It Feel Like Christmas |
| "Winter Wonderland"                             | 2018   | —        | —         | 31                  | —        | —        | You Make It Feel Like Christmas |
| "Feliz Navidad" (Гвен Стефани и Mon Laferte)    | 2018   | —        | —         | 34                  | —        | —        | You Make It Feel Like Christmas |

## Дуети
| Назив                                                   | Година | Други музичар(и)            | Албум                                                                            |
| ------------------------------------------------------- | ------ | --------------------------- | -------------------------------------------------------------------------------- |
| "Saw Red"                                               | 1994   | Sublime                     | Robbin' the Hood                                                                 |
| "Almost Blue"                                           | 1998   | Нема                        | Stormy Weather                                                                   |
| "You're the Boss"                                       | 1998   | The Brian Setzer Orchestra  | The Dirty Boogie                                                                 |
| "So Far, So Pleased"                                    | 1999   | Принс                       | Rave Un2 the Joy Fantastic                                                       |
| "Everybody Is a Star"                                   | 2000   | Fishbone                    | Fishbone and the Familyhood Nextperience Present: The Psychotic Friends Nuttwerx |
| "Slave to Love"                                         | 2004   | Elan Atias                  | 50 First Dates                                                                   |
| "All Nighter"                                           | 2006   | Elan Atias                  | Together as One                                                                  |
| "U n Me (Together Alwayz)"                              | 2009   | Bone Thugs-n-Harmony        | Uni5: The Prequel                                                                |
| "Need You Tonight"                                      | 2011   | INXS                        | The Very Best                                                                    |
| "Run Away"                                              | 2015   | Снуп Дог                    | Bush                                                                             |
| "Rainbow Connection"                                    | 2015   | Нема                        | We Love Disney                                                                   |
| "It's a Small World"                                    | 2015   | We Love Disney artists      | We Love Disney                                                                   |
| "Leather and Lace"                                      | 2015   | Jeffery Austin              | The Voice: The Complete Season 9 Collection                                      |
| "Hair Up"                                               | 2016   | Џастин Тимберлејк Рон Фунчс | Trolls: Original Motion Picture Soundtrack                                       |
| "Move Your Feet" / "D.A.N.C.E." / "It's a Sunshine Day" | 2016   | Trolls                      | Trolls: Original Motion Picture Soundtrack                                       |
| "I'm Coming Out" / "Mo' Money Mo' Problems"             | 2016   | Trolls                      | Trolls: Original Motion Picture Soundtrack                                       |
| "Can't Stop the Feeling!" (филмска верзија)             | 2016   | Trolls                      | Trolls: Original Motion Picture Soundtrack                                       |
| "What U Workin' With?"                                  | 2016   | Џастин Тимберлејк           | Trolls: Original Motion Picture Soundtrack                                       |
| "Medicine Man"                                          | 2017   | Нема                        | Served Like a Girl                                                               |

## Видеографија

### Видео албуми
| Назив                | Детаљи                                                                            | Позиција | Позиција | Сертификат                                          |
| Назив                | Детаљи                                                                            | САД      | АУС      | Сертификат                                          |
| -------------------- | --------------------------------------------------------------------------------- | -------- | -------- | --------------------------------------------------- |
| Harajuku Lovers Live | - Датум објављивања: 5. децембар 2006. - Издавачка кућа: Interscope - Формат: DVD | 25       | 28       | - Аустралијско удружење дискографских кућа: Платина |

### Спотови
| Назив                                                 | Година | Режисер(и)           |
| ----------------------------------------------------- | ------ | -------------------- |
| "South Side" (Moby и Гвен Стефани)                    | 2000   | Џозеф Кан            |
| "Let Me Blow Ya Mind" (Еве и Гвен Стефани)            | 2001   | Филип Атвел          |
| "What You Waiting For?"                               | 2004   | Франсис Лоренс       |
| "Rich Girl" (Еве и Гвен Стефани)                      | 2004   | Дејвид Лачапел       |
| "Hollaback Girl"                                      | 2005   | Пол Хантер           |
| "Cool"                                                | 2005   | Софи Малер           |
| "Can I Have It Like That" (Pharrell и Гвен Стефани)   | 2005   | Пол Хантер           |
| "Luxurious" (Slim Thug и Гвен Стефани)                | 2005   | Софи Малер           |
| "Serious"                                             | 2005   | Софи Малер           |
| "Crash"                                               | 2006   | Софи Малер           |
| "Wind It Up"                                          | 2006   | Софи Малер           |
| "The Sweet Escape" (Ејкон и Гвен Стефани)             | 2006   | Џозеф Кан            |
| "4 in the Morning"                                    | 2007   | Софи Малер           |
| "Now That You Got It" (Дејмијан Марли и Гвен Стефани) | 2007   | The Saline Project   |
| "Early Winter"                                        | 2007   | Софи Малер           |
| "Baby Don't Lie"                                      | 2014   | Софи Малер Weirdcore |
| "Spark the Fire"                                      | 2014   | Софи Малер           |
| "Used to Love You"                                    | 2015   | Софи Малер           |
| "Make Me Like You"                                    | 2016   | Софи Малер           |
| "Misery"                                              | 2016   | Софи Малер           |